# Zbigniew Szczepkowski
Zbigniew Szczepkowski   (Nowogard, 4 de maig de 1952 - 4 de febrer de 2019) va ser un ciclista polonès. Va participar en els Jocs Olímpics de 1976. En el seu palmarès destaca la general de la Volta a Turquia de 1982 i diverses etapes en voltes d'una setmana. Un cop retirat es va dedicar a la direcció esportiva.

## Palmarès
- 1975
  - Vencedor d'una etapa a la Volta a Polònia
  - Vencedor d'una etapa a la Dookoła Mazowsza
- 1976
  - Vencedor d'una etapa a la Volta a Renània-Palatinat
- 1978
  - Vencedor de 2 etapes a la Volta a Polònia
- 1979
  - Vencedor d'una etapa a la Milk Race
- 1980
  - Vencedor d'una etapa al Giro de les Regions
  - Vencedor d'una etapa a la Volta a Polònia
- 1981
  - Vencedor de 3 etapes a la Volta al Marroc
  - Vencedor d'una etapa a la Milk Race
- 1982
  - 1r a la Volta a Turquia
  - 1r a la Puchar Ministra Obrony Narodowej
  - Vencedor d'una etapa al Gran Premi Guillem Tell
- 1983
  - 1r a la Puchar Ministra Obrony Narodowej